# The Smiths
The Smiths au fost o formație engleză de muzică indie rock/post-punk/rock alternativ care a activat între 1982 și 1987. Trupa se baza pe parteneriatul dintre Morrissey și Johnny Marr, care au scris majoritatea cântecelor. Au înregistrat la compania de discuri Rough Trade Records. Unii critici o consideră drept cea mai importantă trupă de rock alternativ indie din anii 1980. 
Grupul s-a format la începutul anului 1982 de către doi rezidenți ai orașului Manchester. Morrissey (Steven Patrick Morrissey, dar nu-și folosește prenumele) era un scriitor șomer căruia îi plăcea formația New York Dolls și care a cântat pentru scurt timp cu The Nosebleeds, o formație punk.  Johnny Marr (de fapt John Maher, dar și-a schimbat numele pentru a nu fi confundat cu bateristul formației Buzzcocks), scrisese deja multe melodii, și era foarte bun la chitară (un Rickenbacker). Mike Joyce a fost acceptat după o scurtă audiție. Prietenul lui Marr, Andy Rourke, a fost co-optat la bas. 
Primul lor single a fost „Hand in Glove”, lansat la 13 mai 1983.  Discul a fost lăudat de către DJ-ul de la BBC Radio 1 John Peel, dar n-a intrat în topuri.  Următoarele single-uri, „This Charming Man” și „What Difference Does It Make?” au avut ceva mai mult succes comercial. Ajutați de comentariile pozitive din presa muzicală și de către înregistrările făcute pentru „John Peel Sessions” și David Jensen la BBC Radio 1, The Smiths au început să aibă din ce în ce mai mulți fani, în cazul lui Morrissey fiind chiar vorba de un fenomen asemănător unui cult fanatic. 
Textele lui Morrissey sunt deseori deprimante, abordând teme ca dragostea, moartea, vegetarianismul, alienarea, toate fiind îmbibate cu o doză de umor care nu te lasă indiferent. Referințele din texte la idolii săi (cum ar fi Alain Delon, James Dean, Oscar Wilde) au atras spre grup și fani mai „citiți” care altfel poate nu ar fi ascultat muzică rock/pop.

### The Smiths
În februarie 1984 The Smiths au scos mult-așteptatul album The Smiths, care a intrat imediat pe locul 2 în topul britanic. 
1984 a văzut și scoaterea unor single-uri cu melodii care nu erau de pe album: "Heaven Knows I'm Miserable Now" (primul single de top ten al formației; cântecul parodiază cântecul lui Sandie Shaw  din anii 60 „Heaven Knows I'm Missing Him Now”), și „William, It Was Really Nothing” care a avut „How Soon Is Now?” ca față B).  La sfârșitul anului a apărut albumul de compilații Hatful of Hollow.  

### Meat Is Murder
La începutul anului 1985 a apărut cel de-al doilea album, Meat Is Murder.  Albumul este mai politic decât cel precedent, conținând și melodia pro-vegetariană care dă titlu albumului. La fel, cuprinde melodiile „The Headmaster Ritual” și „Barbarism Begins at Home” care sunt împotriva pedepselor corporale de către profesori sau părinți.  Meat Is Murder a fost singurul album al formației (în afara celor de compilații) care a ajuns pe locul 1 în topurile britanice.

### The Queen Is Dead
A fost scos în iunie 1986, la puțin timp după single-ul „Bigmouth Strikes Again”.  Albumul a atins locul 2 în Marea Britanie. În 1989 revista Spin a clasat The Queen Is Dead drept "The Greatest Albums Ever Made" („cel mai bun album scos vreodată”).  
Rourke a fost dat afară la începutul lui 1986 datorită dependenței sale de heroină. A fost înlocuit temporar de către Craig Gannon, dar a fost reprimit după două săptămâni. Gannon a trecut la chitară ritmică. Acești 5 membrii au înregistrat „Panic” și "Ask" (cu Kirsty MacColl ca vocalistă de fundal). În octombrie 1986 Gannon a fost dat afară din formație.

### Strangeways, Here We Come
1987 a început pe o notă bună. Single-ul „Shoplifters of the World Unite” s-a clasat bine în topuri, chiar dacă a cauzat o oarecare controversă deoarece unii părinți  considerau că este un îndemn de a fura din magazine. A urmat un alt album de compilații, The World Won't Listen (a atins locul doi în top), și single-ul "Sheila Take a Bow," al doilea single care a intrat în top ten în Marea Britanie. O altă compilație, Louder Than Bombs, a fost intenționată pentru piața americană și cuprinde multe din piesele de pe The World Won't Listen, plus „Sheila Take a Bow” și cântece de pe Hatful of Hollow, deoarece acel album încă nu fusese pus în vânzare în SUA. 
În august 1987 s-a anunțat că Marr a părăsit formația. Când albumul Strangeways, Here We Come (numit după închisoarea Strangeways din Manchester) a ieșit pe piață în septembrie, formația deja nu mai exista. 
Strangeways a urcat până pe locul 2 în topurile britanice, dar în Statele Unite ale Americii a fost doar un hit minor. 

## Discografie

### Albume de studio
- The Smiths UK #2, US #150 (1984)
- Meat Is Murder UK #1, US #110 (1985)
- The Queen Is Dead  UK #2, US #70 (1986)
- Strangeways, Here We Come UK #2, US #55 (1987)

### Compilații și albume din concert
- Hatful of Hollow UK #7, US # n/a (1984)

The Smiths, Hatful of Hollow

- The World Won't Listen UK #2, nu a fost scos în SUA (1987)
- Louder Than Bombs US #62, UK (Import) #38 (1987)
- Rank album din concert UK #2, US #77 (1988)

### Single-uri britanice (cu poziția din topuri)
- „Hand in Glove”, (1983) #124
- „This Charming Man”, (1983) #25
- „What Difference Does It Make?”, (1984) #12
- „Heaven Knows I'm Miserable Now”, (1984) #10
- „William, It Was Really Nothing”, (1984) #17
- „How Soon Is Now?”, (1985) #24
- „Shakespeare's Sister”, (1985) #26
- „That Joke Isn't Funny Anymore”, (1985) #49
- „The Boy with the Thorn in His Side”, (1985) #23
- „Bigmouth Strikes Again”, (1986) #26
- „Panic”, (1986) #11
- „Ask”, (1986) #14
- „Shoplifters of the World Unite”, (1987) #12
- „Sheila Take a Bow”, (1987) #10
- „Girlfriend in a Coma”, (1987) #13
- „I Started Something I Couldn't Finish”, (1987) #23
- „Last Night I Dreamt That Somebody Loved Me”, (1987) #30
- „There Is a Light That Never Goes Out”, (1992)  #25